# Конвенція про реєстрацію об'єктів, що запускаються в космічний простір
Конве́нція про реєстра́цію об'є́ктів, що запуска́ються в космі́чний про́стір — юридично обов'язкова для держав-учасниць міжнародна угода, якою вимагає від держав надавати в ООН докладну інформацію про орбіту або за її межі кожного запущеного космічного об'єкта. 